# Crasnîi Octeabri, Stînga Nistrului
Crasnîi Octeabri (Octombrie Roșu) este satul de reședință al comunei cu același nume din Unitățile Administrativ-Teritoriale din Stînga Nistrului (Transnistria), Republica Moldova.
Conform recensământului din anul 2004, populația localității era de 509 locuitori, dintre care 444 moldoveni (români), 42 ucraineni și 19 ruși.